# 孩童之姿
《愛的佔有慾》（羅馬尼亞語：Poziția copilului），或译为《婴儿式》，是一部2013年罗马尼亚电影，导演为卡林·皮特·内策尔。该片获得第63届柏林电影节金熊奖。
英文片名「Child's Pose」是指瑜伽中的一个动作，寓意是指科内莉亚（女主角）始终无法容忍自己的儿子长大，无法给他自由。不过影片中有关瑜伽的段落被删掉了，因此片名让很多人不能理解。
影片融黑色幽默、社会批判以及对主角心理的残酷披露于一体，为罗马尼亚新浪潮的代表性风格。

## 剧情
科内莉亚试图动用金钱和社会关系来为自己开车撞死一名孩童的儿子洗脱罪名。

## 角色
- Luminița Gheorghiu - 母亲Cornelia Kerenes
- Vlad Ivanov - Dinu Laurențiu
- Florin Zamfirescu - Domnul Făgărășanu
- Bogdan Dumitrache - 儿子Barbu

## 创作
导演内策尔在柏林首映记者会上表示：“我认为影片中反映的问题并非罗马尼亚所独有。到处都有这样的母亲。她们为了自己的孩子不惜牺牲别人的幸福”。